# Bodetal

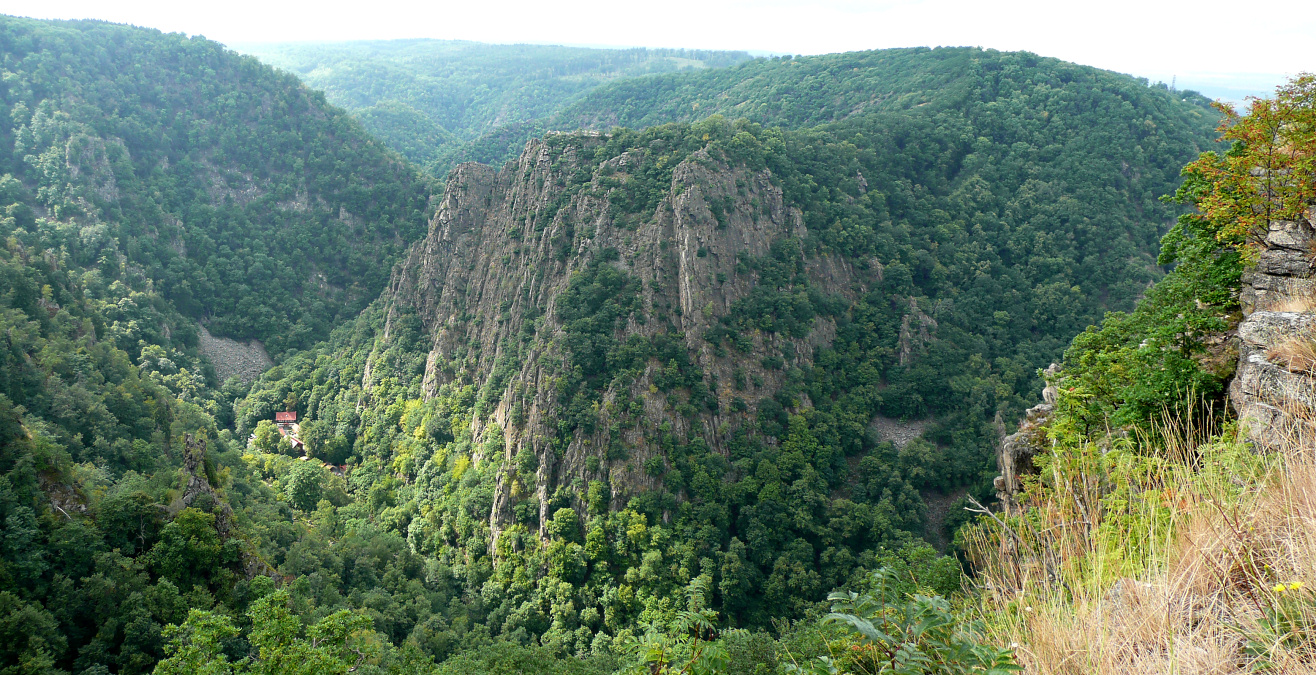
Blick vom Hexentanzplatz in das Bodetal, in der Mitte das Massiv der Rosstrappe, links Ansiedlung Königsruhe

Bodetal wird das Tal der Warmen Bode und der Kalten Bode im Harz genannt. Im engeren Sinne wird unter Bodetal nur der zehn Kilometer lange, schluchtartige Talabschnitt der Bode zwischen Treseburg und Thale bezeichnet.
Die am Brocken, dem höchsten Berg des Harzes, entspringende Bode hat sich dort in den morphologisch harten Ramberggranit eingeschnitten. Die Schlucht ist bei Treseburg etwa 140 Meter und am Übergang zum Harzvorland bei Thale etwa 280 Meter tief. Das Bodetal wurde bereits am 5. März 1937 unter Naturschutz gestellt und später erweitert. Mit aktuell 473,78 Hektar Größe gehört es zu den größten Naturschutzgebieten in Sachsen-Anhalt. Das Bodetal wurde 2006 in die Liste der 77 ausgezeichneten Nationalen Geotope aufgenommen.

## Geologie

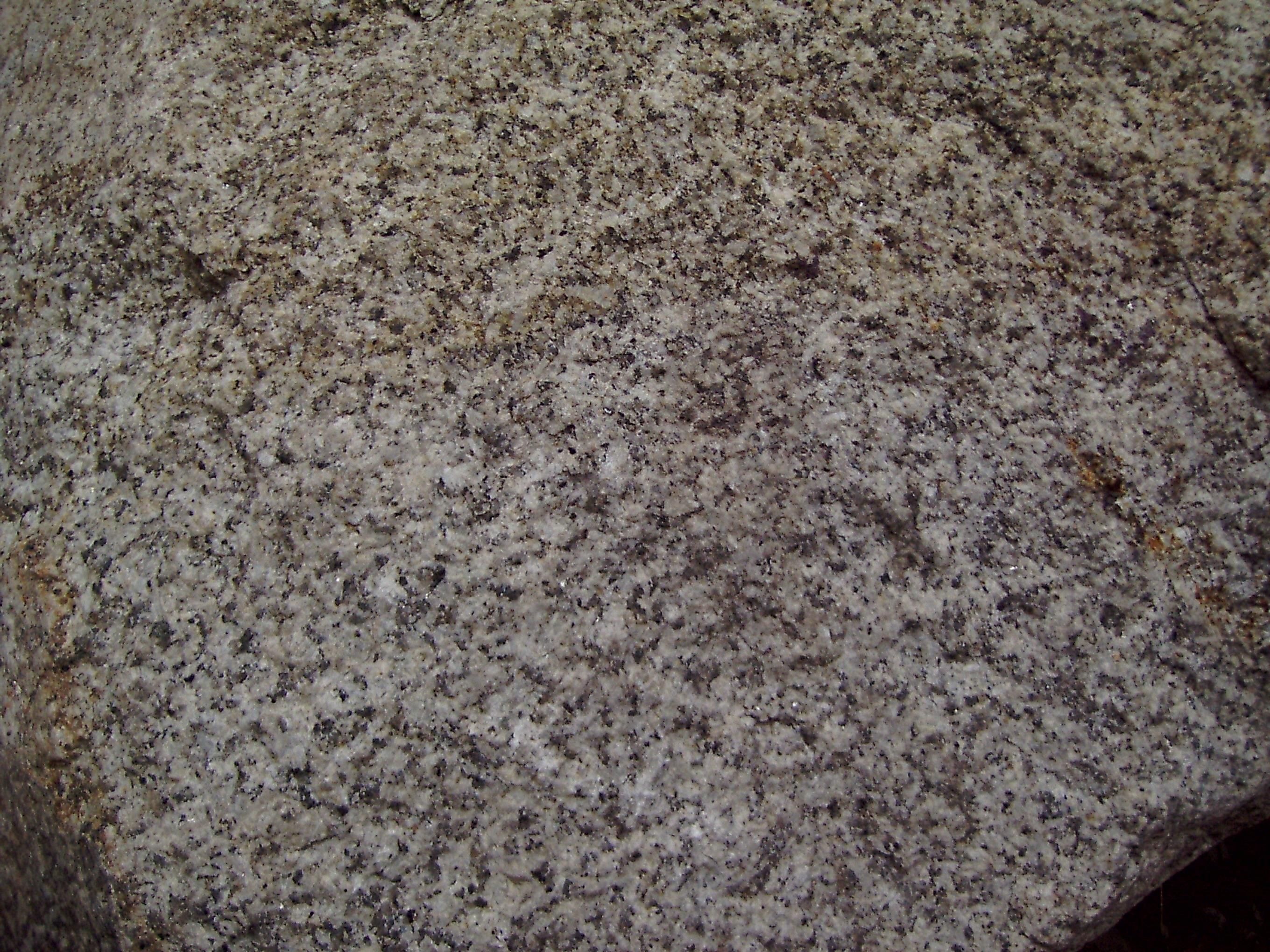
Ramberggranit, frisches Handstück von der Bodeklamm

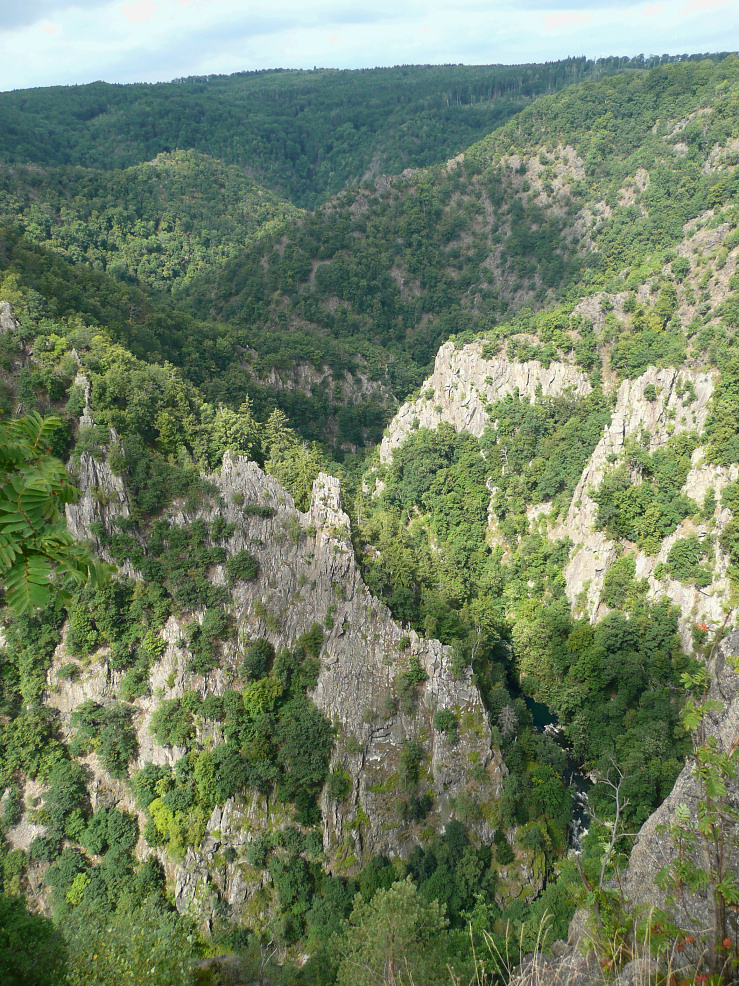
Blick von der Rosstrappe ins Bodetal

Außer dem vor 300 Millionen Jahren im Oberkarbon an die Oberfläche gekommenen und erkalteten granitischen Intrusionskörper des Ramberggranits und den damit verbundenen Quarzgängen schneidet die Bode in ihrer Schlucht auch durch Kontaktmetamorphose entstandenen Hornfels und Knotenschiefer an sowie Tonschiefer und Grauwacken mit Quarzeinschaltungen und Diabasgängen aus dem Devon vor 400 bis 370 Millionen Jahren. Der Ramberggranit bildet vor allem den vorderen Teil der Schlucht und prägt die höchsten Felsen. Durch den hohen Anteil an weißem Feldspat wirkt er hell. Der Quarz verleiht ihm eine Grautönung. Der Anteil an schwarzem Glimmer (Biotit) ist gering und fällt farblich nicht ins Gewicht. Der helle Granit hebt sich insgesamt von den dunklen bis schwarzen Gesteinen Hornfels und Tonschiefer ab. Dadurch wirkt der vordere Teil der Schlucht und das Flussbett der Bode in diesem Bereich deutlich heller als der hintere. Die Tonschiefer im hinteren Teil der Schlucht weisen stellenweise eine Bänderung auf, die die ehemalige Schichtung des Meeressediments noch erkennen lässt. Die Bänderschiefer wurden diagenetisch nur wenig umgeformt.

## Klima
Im Bereich des Bodetals nehmen die Jahresmitteltemperaturen von 8 °C auf 6,5 °C ab und die Jahresniederschlagssummen von 600 auf 720 mm zu. Die starken standörtlichen Unterschiede in der Schlucht, zum Beispiel sonnige, warme und trockene Südhänge gegenüber den wenig besonnten, kühlen und luftfeuchten Nordhängen und Talgründen, wirken sich jedoch ebenso stark modifizierend auf das Geländeklima aus.

## Böden
Verbreitetste Bodenform sind Silikat-Syroseme, die zu den Gesteinsrohböden im Bereich der Felsen und Gesteinsschutthalden gehören. In flacheren Bereichen mit geringerer Umlagerung der Bodenpartikel sind Ranker verschiedener Mächtigkeit entwickelt. Als besondere Bodenform treten über Tonschiefer Braune Ranker auf. Am Schluchtrand kommen podsolierte Braunerden vor.

## Gewässer

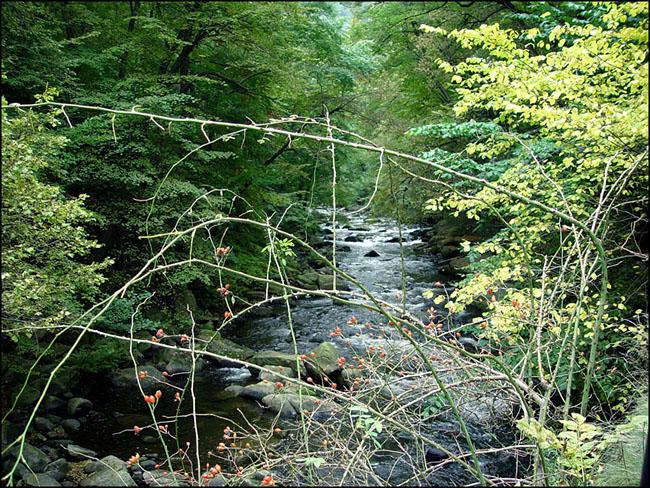
Das Bodetal vom Eingang Treseburg zum Naturschutzgebiet Bodetal

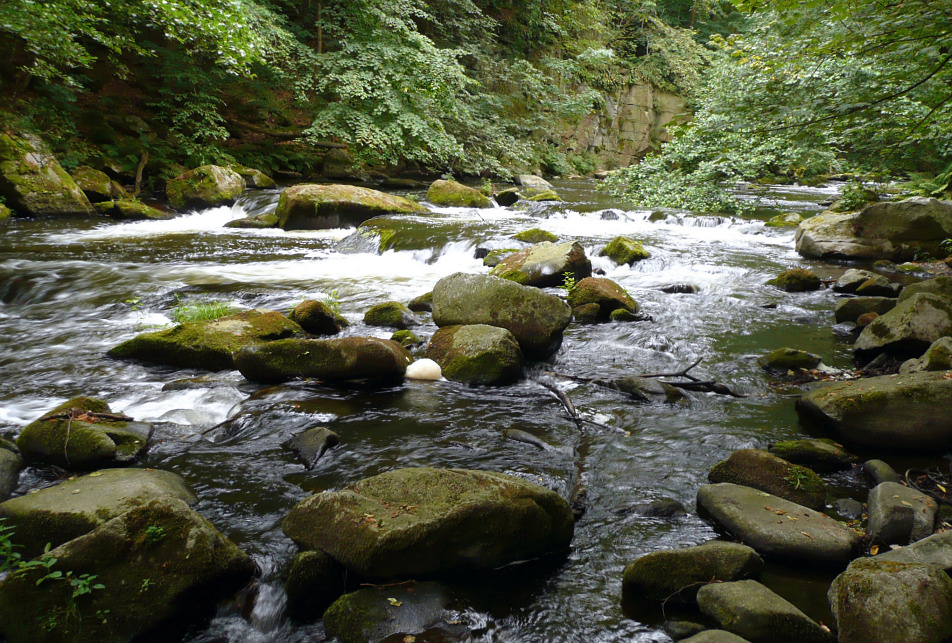
Wilde Bode mit Granitblöcken

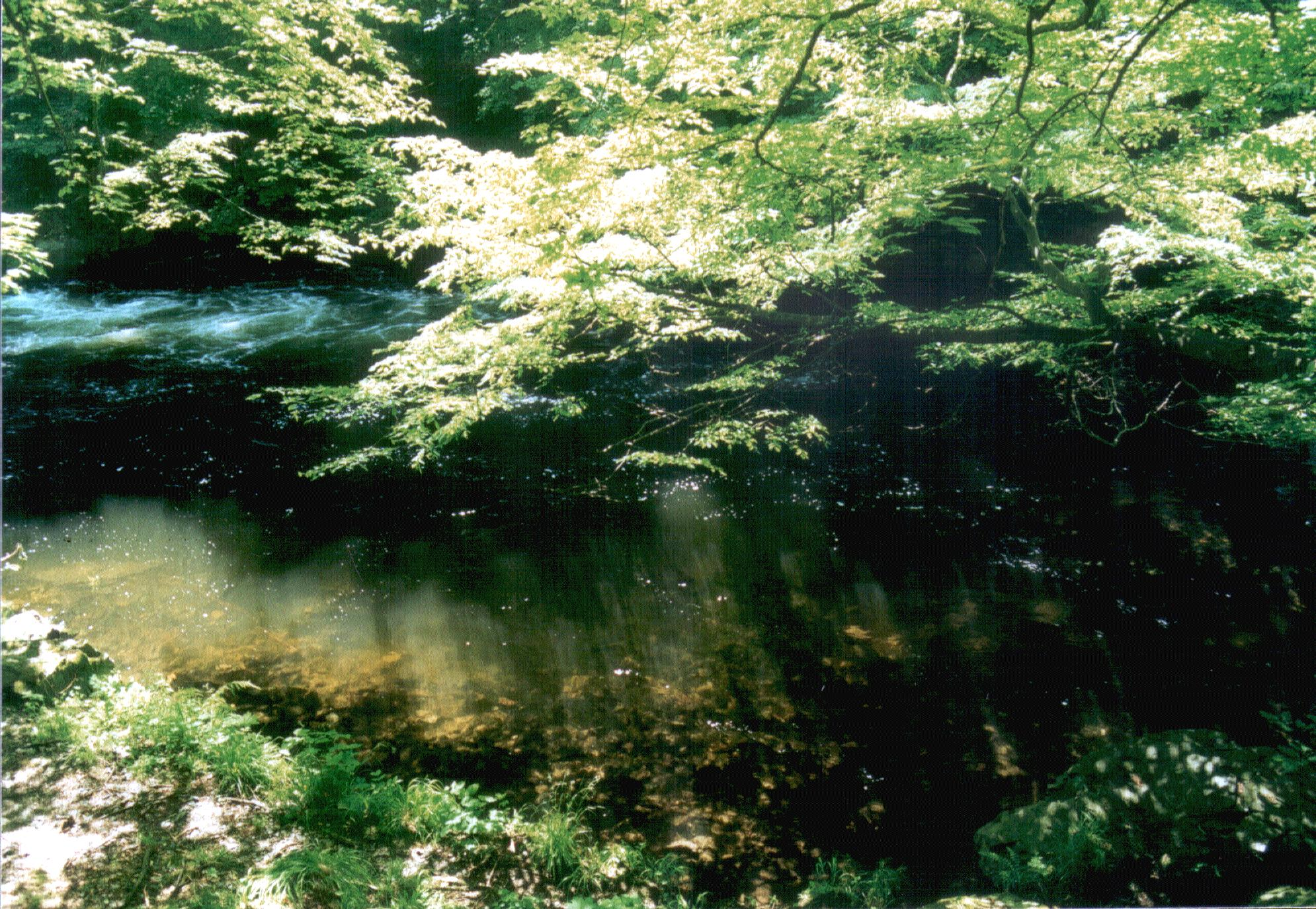
Zahme Bode nördlich von Treseburg

Die Bode hat im Bereich ihrer Schlucht eine Breite von 7 bis 25 m und ein Gefälle von 100 m auf 17 km. Ihr Gewässerlauf und -bett sind innerhalb der Schlucht sehr naturnah. Kessel, Stromschnellen und Auskolkungen im Fels wechseln sich ab mit Schotterinseln und Flachufern. Sagenumwoben ist die namhafteste Stromschnelle der Bode, der Bodekessel unweit südwestlich der Gaststätte Königsruhe, vor der Sprengung im Jahre 1798 ein niedriger Wasserfall. Blöcke und Steine strukturieren das Flussbett. Langsame Gewässerabschnitte treten vor allem im Bereich des Hornfels auf („Zahme Bode“), Stromschnellen („Wilde Bode“) befinden sich vor allem im unteren Teil der Schlucht und wurden durch das Einschneiden des Flusses in die Gesteinspakete des Ramberg-Granits gebildet. Das Gewässerregime innerhalb der Schlucht wird jedoch durch die Stauanlagen des Bodewerks im Oberlauf der Bode bestimmt. Der Abfluss kann stark variieren: Während des verheerenden Silvester-Hochwassers von 1925 wurde ein Abfluss von 350 m³/s festgestellt; im Sommer 1926 lag die Bode fast trocken (0,35 m³/s). Weitere Hochwasser wurden 1667, 1730 und im April 1994 verzeichnet. Die Bode sollte nach einem Plan von 1891 auch in der Bodeschlucht durch einen 150 m hohen Damm am Bodekessel aufgestaut werden. Der Plan wurde jedoch verworfen.
Nur wenige Nebenbäche münden im Bereich der Schlucht rechtsseitig in die Bode. Ein lebhaft plätschernder Bach ist die von Allrode kommende Luppbode. Sie geht bei Treseburg in der Bode auf. Ein weiterer Nebenbach ist der Dambach, der in einer Nebenschlucht nordwestlich unterhalb des Rabensteins zur Bode führt.

## Flora und Fauna

### Vegetation

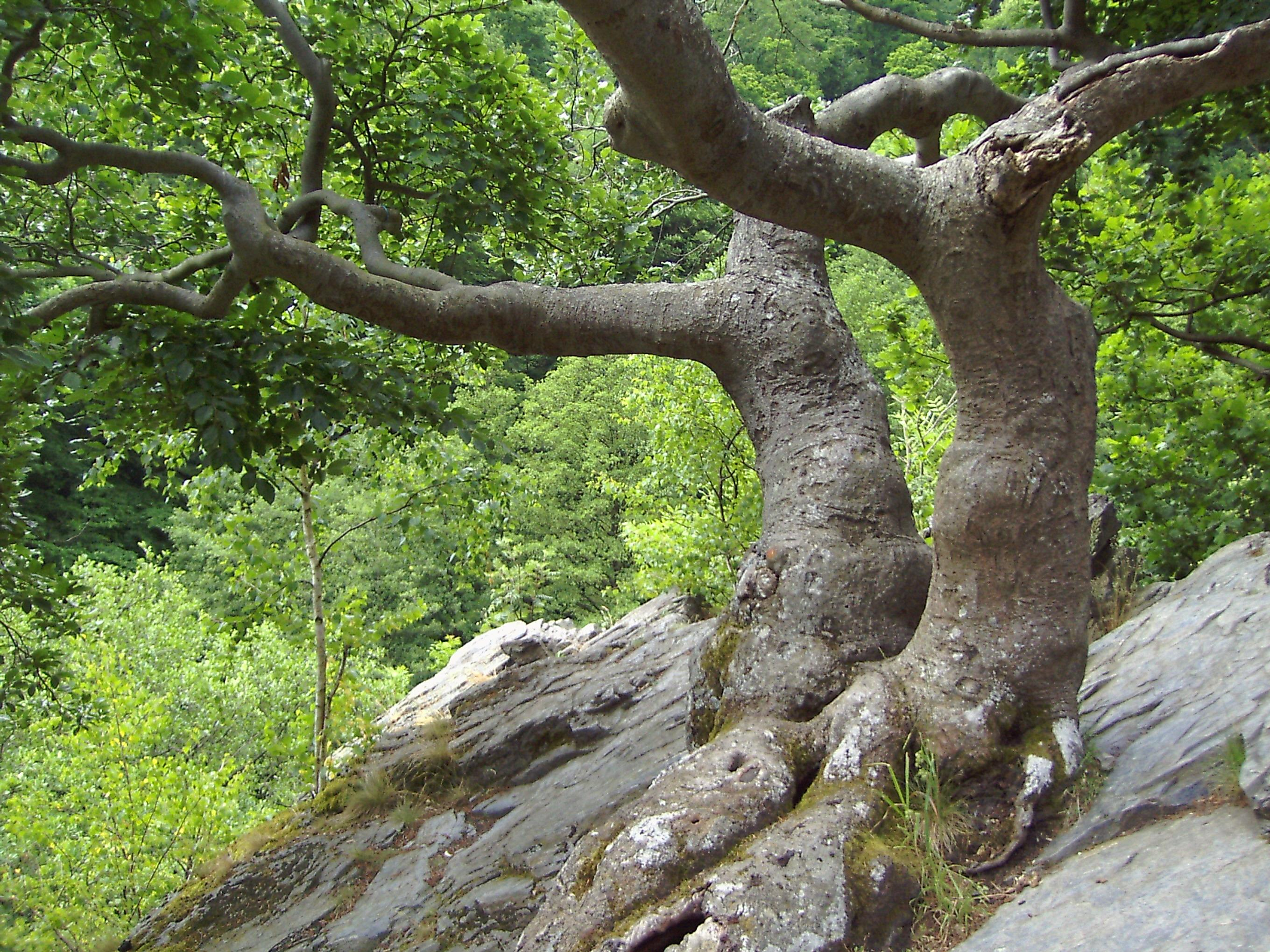
Alte Buchen auf einem Felsen oberhalb der Bode

In der Bodeschlucht findet ein kleinräumiger Wechsel der Standortverhältnisse statt, der ein eng verwobenes Vegetationsmosaik bewirkt. Mit der standörtlichen Vielfalt hängt auch der besondere Reichtum an Pflanzenarten zusammen.
- An den Steilhängen wechseln kleinflächig Schlucht- und Blockschuttwälder, Trockenwälder, Blockschutthalden, Silikatfelsen mit Felsgebüsch, Felsen und Xerothermrasen ab.
- Als Felsfluren wurden in der Bodeschlucht Pfingstnelkenflur, Alpenaster-Felsflur und Graslilienheide beschrieben.
- Die am weitesten verbreiteten Trockenwälder sind Birken-Eichenwald und Pechnelken-Traubeneichenwald.
- An den Schatthängen sind zum Teil ausgedehnte und sehr naturnahe Linden-Ahorn-Schlucht- und Blockschuttwälder der unteren Berglagen (Tilio-Acerion) entwickelt.
- Auf kleinen Flächen in den Unterhangbereichen kommen auch Rotbuchenwälder bodensaurer Standorte vor (Luzulo-Fageten).
- Bodeuferbereiche mit geringer Fließgeschwindigkeit haben die Herausbildung von Rohrglanzgrasröhricht (Phalaridetum arundinaceae) und Giersch-Pestwurzflur (Aegopodio podagrariae-Petisetum albae) begünstigt.

Häufigste Baumarten der Wälder sind Traubeneiche (Quercus petraea), Sommerlinde (Tilia platyphyllos), Bergahorn (Acer pseudoplatanus), Hänge-Birke (Betula pendula) und Eberesche (Sorbus aucuparia). Nennenswert sind auch die Vorkommen der Eibe (Taxus baccata).
In der Krautschicht dominieren Hain-Rispengras (Poa nemoralis), Drahtschmiele (Avenella flexuosa; vor allem in Eichen-Trockenwäldern), Wald-Simse (Luzula luzuloides), Echter Wurmfarn (Dryopteris filix-mas), Ruprechtsfarn (Gymnocarpium robertianum), Wald-Habichtskraut (Hieracium murorum), Christophskraut (Actaea spicata), Kleinblütiges Springkraut (Impatiens parviflora), Ruprechtskraut (Geranium robertianum), Ausdauerndes Bingelkraut (Mercurialis perennis) und andere.
An den Granitfelsen ist eine spezielle Flora ausgebildet. Dort sind Gewöhnliche Zwergmispel (Cotoneaster integerrimus), Färberginster (Genista tinctoria), Rotes Straußgras (Agrostis capillaris), Pechnelke (Lychnis viscaria), Felsen-Fetthenne (Sedum reflexum) und andere häufig.
Der Frühjahrsaspekt wird geprägt von Buschwindröschen (Anemone nemorosa) und Gelbem Windröschen (Anemone ranunculoides), Hohlem Lerchensporn (Corydalis cava), Frühlings-Platterbse (Lathyrus vernus), Leberblümchen (Hepatica nobilis) und Wechselblättrigem Milzkraut (Chrysosplenium alternifolium), das an den Bachufern wächst, aber auch als Teppich durchrieselte Schutthalden überzieht. Auch Schuppenwurz (Lathraea squamaria) kommt stellenweise vor sowie Märzenbecher (Leucojum vernum).
In den Schluchtwäldern sind Silberblatt (Lunaria rediviva) und Platanenblättriger Hahnenfuß (Ranunculus platanifolius) stellenweise aspektbildend.

### Tierarten
Die Bodeschlucht ist auch Lebensraum zahlreicher und Refugium vieler seltener Tierarten.
Selten sind Wildkatze, Bechstein-Fledermaus, Wanderfalke, Schwarzstorch, Mittelspecht und andere. Sehr artenreich ist auch die Insektenfauna.
Am Bachbett können häufig Wasseramsel und Gebirgsstelze bei ihrer Jagd auf Insekten beobachtet werden. Auch Stockenten brüten stellenweise im Röhricht oder auf entlegenen Schotterbetten.
Im Frühjahr tummeln sich zur Laichzeit Feuersalamander im Bodetal, auf die beim Wandern acht gegeben werden muss.
Die Bode gehört im Bereich ihrer Schlucht aus faunistischer Sicht zur Schmerlenregion, die schnell fließende und saubere, meist beschattete Bachabschnitte kennzeichnet. Es kommen außer der Bachforelle von Natur aus Schmerle, Westgroppe, Dreistachliger Stichling und Elritze vor.
Seltene Gäste sind Hecht, Hasel und Flussbarsch. Die Regenbogenforelle wurde von Anglern eingesetzt.

## Tourismus

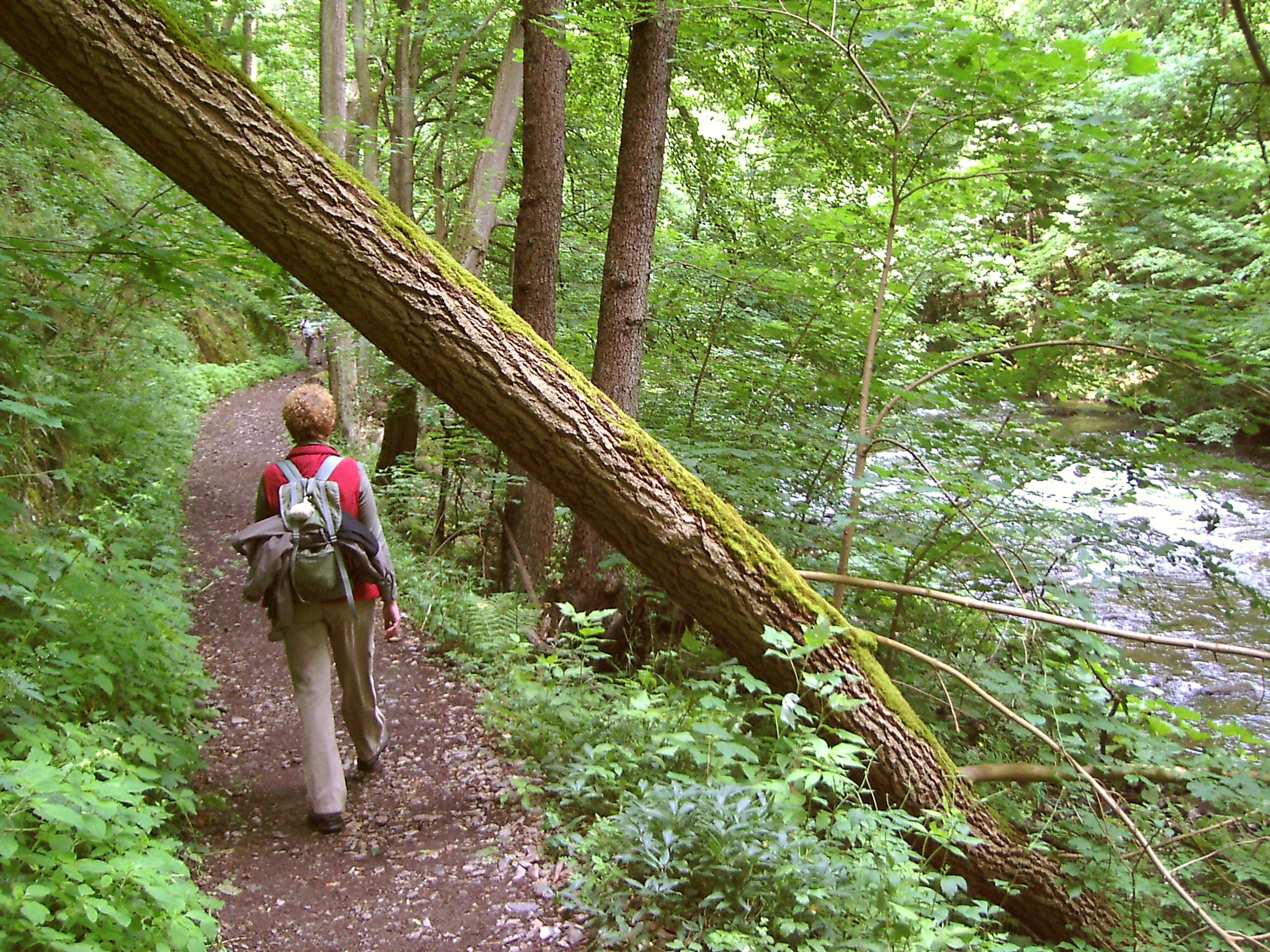
Hauptwanderweg im Bodetal

Die Bodeschlucht kann in ihrer gesamten Länge nur erwandert werden. Eine Rad- oder Reitwegeführung ist auf Grund der Enge der Schlucht nicht möglich. Klettern und Wandern abseits der Wege, Mountain Biking, Canyoning, Wasserwandern und Rafting sind aus Gründen des Arten- und Biotopschutzes untersagt. Touristische Schwerpunkte, Gaststätten und Beherbergungsbetriebe befinden sich am Thalenser Eingang zum Bodetal.
Ein zehn Kilometer langer Wanderweg erschließt die Bodeschlucht zwischen Thale und Treseburg. An Engstellen wird der Weg in steilen Kehren und als Fußpfad über Felsen geführt. Von dort ergeben sich hervorragende Ausblicke in die Schlucht. Zuwegungen ins Tal gehen von den Aussichtsfelsen an Roßtrappe und Hexentanzplatz aus. Von beiden Punkten führen Höhenwege nach Treseburg, wobei der Weg von der Roßtrappe über den Wilhelmsblick führt.
1970 wurde die Bodetal-Seilbahn von Thale zum Hexentanzplatz gebaut, und seit 1980 führt ein Sessellift vom Bodetal auf das Felsmassiv der Roßtrappe.
2001 schlossen sich das Harzer Bergtheater Thale und der Tierpark Hexentanzplatz zur Hexentanzplatz GmbH zusammen. Am 1. Januar 2013 wurde die Tochtergesellschaft der Stadt Thale zur Bodetal Tourismus GmbH umbenannt. Die Waldbühne Altenbrak, die Bodetal-Information der Stadt Thale und die Ortsteile sowie das Waldschwimmbad Altenbrak wurden neue Bereiche der Gesellschaft.
Das Bodetal zählt jährlich Hunderttausende Besucher und gehört zu den touristischen Schwerpunkten in Sachsen-Anhalt.

## Besonderheiten

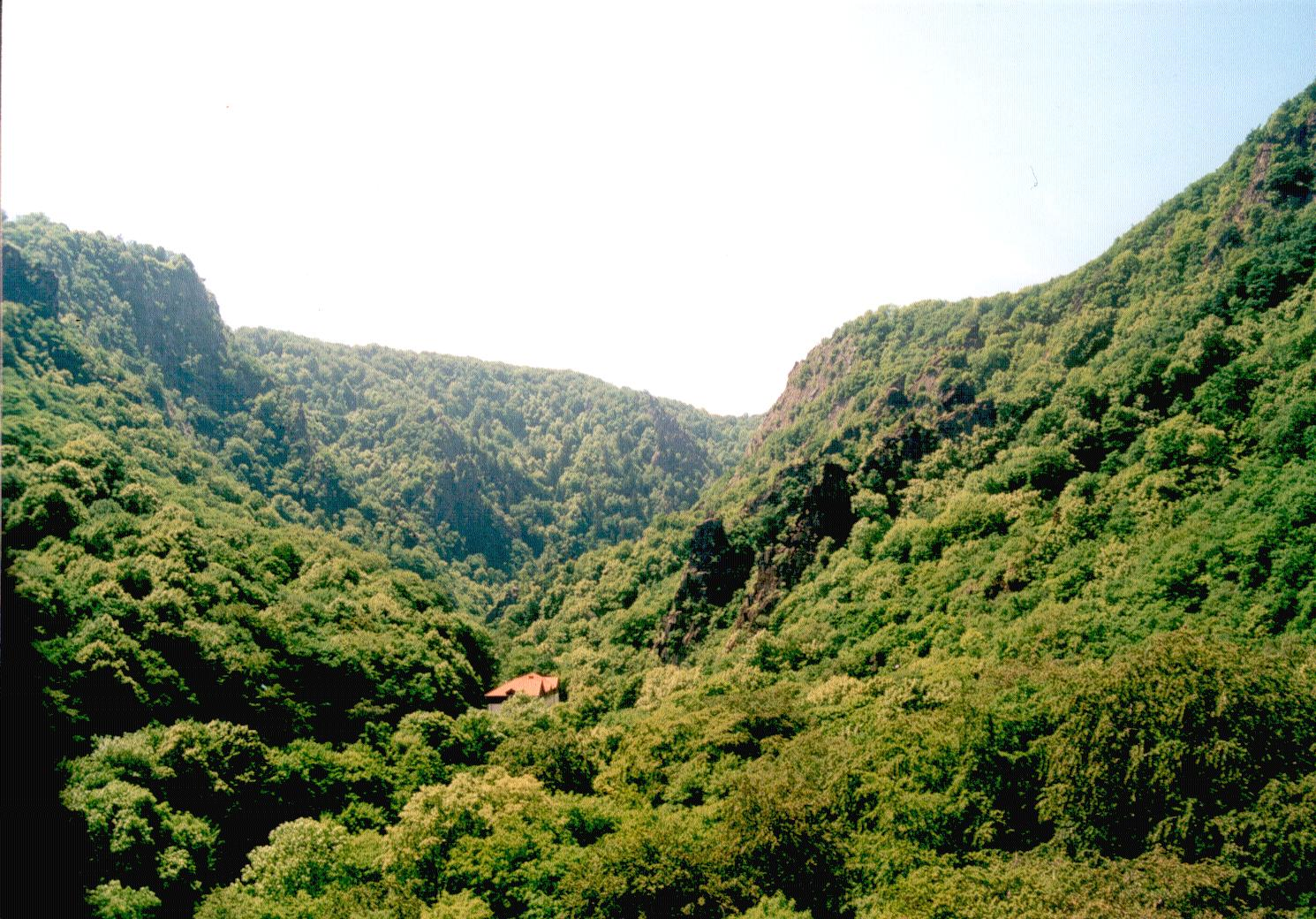
Blick aus der Seilbahn zum Hexentanzplatz über den Eingang zur Schlucht der Bode

Die Reihenfolge entspricht dem Auftreten entlang des Bodetals zwischen Thale und Treseburg.
- Katersteg: Brücke an der Jugendherberge (ehemaliges Hotel von 1845) bzw. Café Waldkater. Der Sage nach verschonte an dieser Stelle ein Jäger einen zum Kater verwunschenen Weinpanscher und erhielt zum Dank einen Goldschatz, von dem er das Wirtshaus erbaute.
- Schallhöhle: 1760 wurde ein etwa 20 m langer Gang in die Felsen geschlagen, in dem zum Vergnügen der Gäste Böllerschüsse abgegeben wurden. Quellwasser aus der Höhle wurde als Lebenswasser verkauft. Heute ist die Höhle durch ein Gitter verschlossen. Eine Gedenktafel neben dem einstigen Zugang erinnert an den langjährigen Verwalter Heinrich Reckleben, der durch die Böllerschüsse schließlich sein Gehör verlor und von einem Bierkutscher überfahren wurde.
- Siebenbrüder- oder Goethefelsen: Mehrköpfiger Granitfelsen. Der Sage nach wollten sieben Brüder aus dem Böhmerwald an dieser Stelle am Schluchteingang eine Frau, die sie abgewiesen hatte, vergewaltigen und wurden zur Strafe in den siebenköpfigen Felsen verwandelt. Der Felsen wurde anlässlich des 200. Geburtstags von Johann Wolfgang von Goethe am 28. August 1949 in Goethefelsen umbenannt. Auf einem Granitblock in der Bode unterhalb des Felsens, dem Goethestein, studierte Goethe bei seinem Bodetalbesuch die Klüftung des Gesteins.
- Kronensumpf: Eine Auskolkung der Bode. Der Rosstrappensage nach bewacht dort Bodo die Krone der Königstochter Brunhilde.
- Jungfrau oder Großer Kurfürst und Mönch: Felsformen vor der Jungfernbrücke. Nach der Rosstrappensage erstarrte dort ein Mönch vor Entsetzen zu Stein, als er Bodo in die Tiefe fallen sah.
- An der Südseite des Bodetals erhebt sich die La Viershöhe, die einen weiten Blick über das Bodetal ermöglicht.
- Jungfernbrücke: Steinerne Brücke am Gasthof „Königsruhe“. Der Sage nach dürften sie nur Jungfrauen überqueren, damit sie nicht einstürzt. Später ließ der Gastwirt ein Glöckchen läuten, sobald eine Jungfrau die Brücke betrat.
- Königsruhe: Gaststätte mit Biergarten und Pension im mitten in der Bodeschlucht gelegenen Hirschgrund. Dort führt der Jungfernstieg über die Bode und beginnt der engere Teil der Schlucht. Es ergibt sich von der Terrasse ein Ausblick auf die Felsen und die vorüber rauschende Bode. Zu der Häusergruppe zählt auch die zur Hauptbesucherzeit besetzte Hütte der Bergwacht Harz. Bereits 1820 wurden im Hirschgrund Erfrischungen verkauft. 1860 erfolgte die Errichtung eines Steinhauses, das zunächst eine Konditorei aufnahm.
- Bülow-Denkmal direkt hinter Königsruhe in Richtung Treseburg
- zur Zinnoberhöhle führender Zinnoberstieg
- Steinerne Kirche: Felsen in Form eines Kirchturms mit anschließendem Kirchenschiff oberhalb des Hirschgrunds. Auf der Felsspitze wurde ein Kreuz angebracht.
- Schurre: Ein alter, 1850 ausgebauter Jägerpfad, der in 18 Kehren über eine Blockschutthalde aus Granit, Hornfels und Diabas zur Rosstrappe führt.
- Teufelskanzel: Felsen oberhalb der Bodeklamm an der Teufelsbrücke über den „Blauen Sumpf“ (engste Stelle des Bodetals). Von dort soll der Sage nach der Teufel zu den Hexen gesprochen haben.
- Bodekessel: Strudeltopf der Bode an der Teufelsbrücke. Der Sage nach entstand er folgendermaßen: Der Germanengott Wasur (ewiger Kreislauf des Wassers) durchbrach die Felsmauer, die einst Hexentanzplatz und Rosstrappe verband, um Wotan vor dem Zorn seines Vaters Hodir zu retten. Er bahnte der Bode den Weg und schuf den Bodekessel. Wotan wurde daraufhin auf den Götterthron gesetzt. Tatsächlich wurde der Strudeltopf vom ehemaligen niedrigen Wasserfall ausgekolkt, der 1784 zur Floßbarmachung der Bode gesprengt wurde.
- Langer Hals: Weit nach Norden ausgreifende Flussschleife der Bode. Der lange Hals führt die Bode um einen Felsen aus Hornfels und Diabas. Im Bereich des Knotenschiefers weitet sich das Tal dann wieder.
- Prinzensicht: Aussichtspunkt auf einem Felsen mit Blockschutthalde über der Bodeschlucht, der nur über den Plateauweg zu erreichen ist.
- Bibrakreuz: Denkmal zu Ehren des Freiherrn Helmuth von Bibra
- Gewitterklippen: Felsen aus hartem Kalksilikathornfels und Diabas, der die Bode zu einer weiteren Flussschleife veranlasst.
- Bodegang: Mehrere Quarzporphyrgänge von 3 bis 8 m Breite, die das Tal an mehreren Stellen queren. Erstmals von dem Geologen K. A. Lossen beschrieben.
- Kästental: Nebenbachtälchen der Bode mit kleinem Wasserfall, das nach den dort vorkommenden alten Eiben (althochdeutsch „Kästen“) benannt wurde.
- Pfeil-Denkmal: Beim Dambachhaus unweit des Bodetals erinnert es an den Forstwissenschaftler Friedrich Wilhelm Leopold Pfeil.

Im Jahr 2016 war das Bodetal ein Drehort für den deutschen Märchenfilm Das singende, klingende Bäumchen.

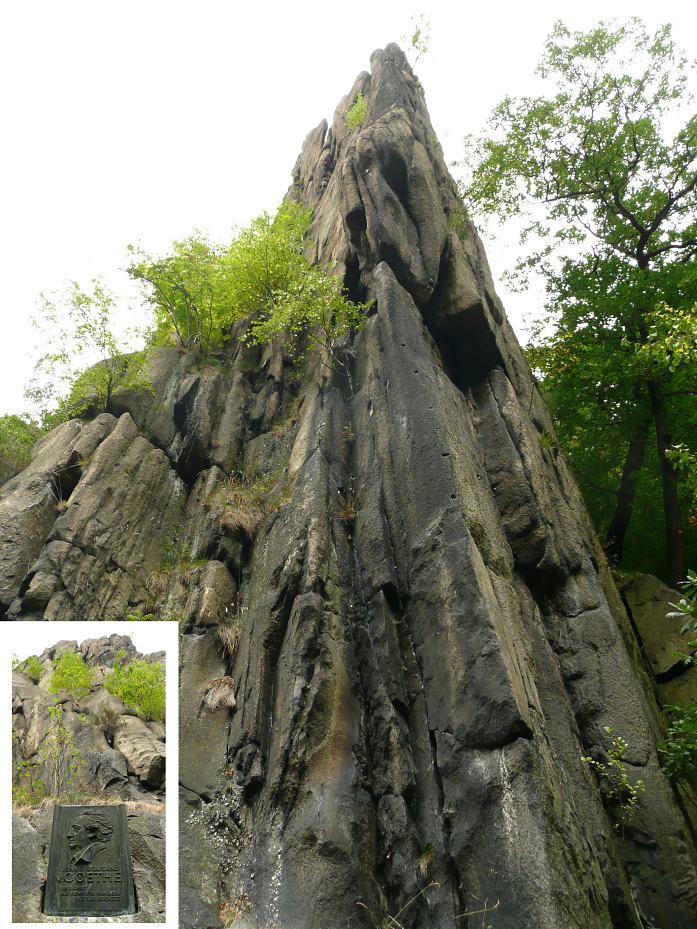
Goethefelsen mit Inschrift
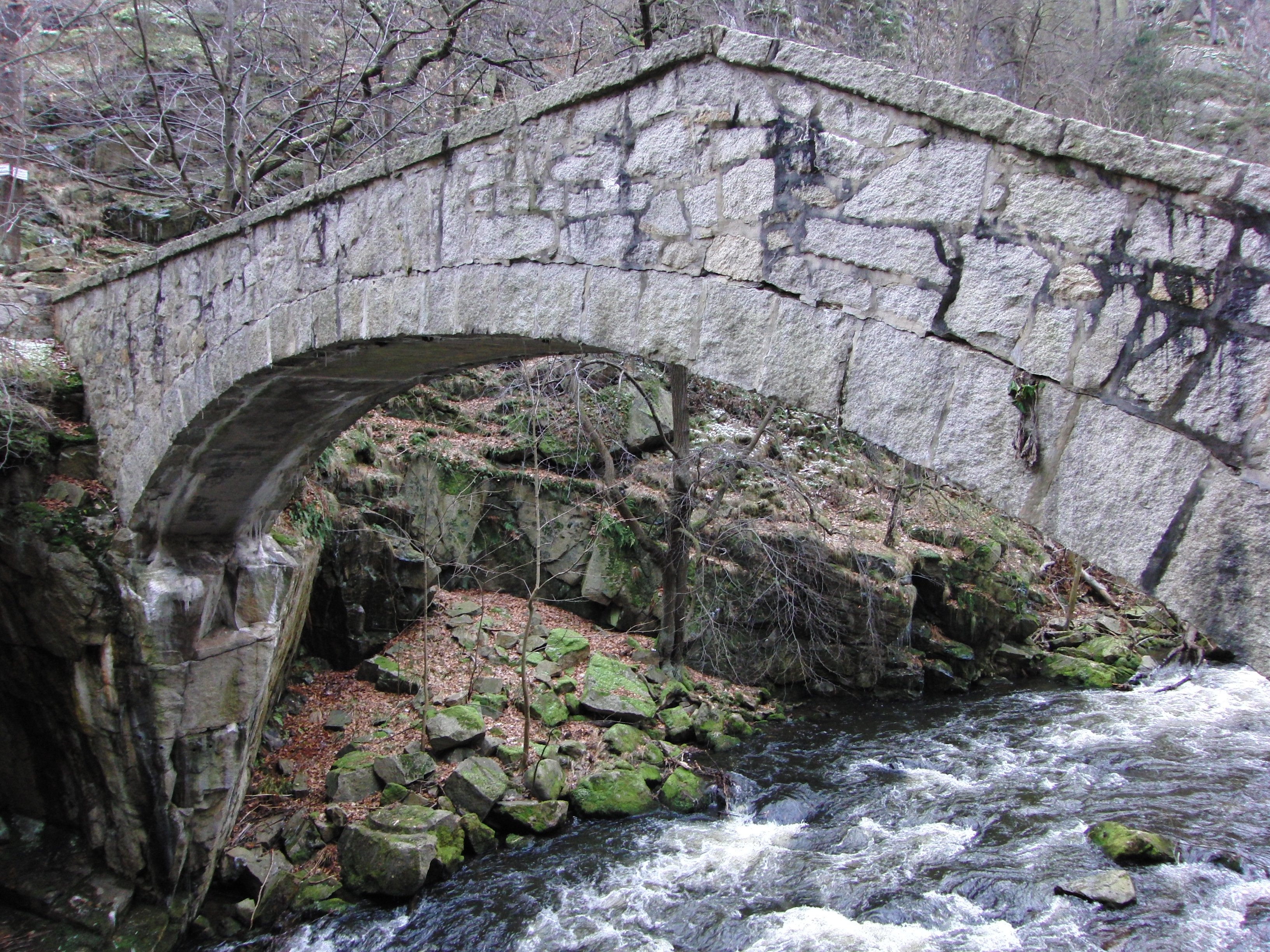
Jungfernbrücke bei Königsruhe
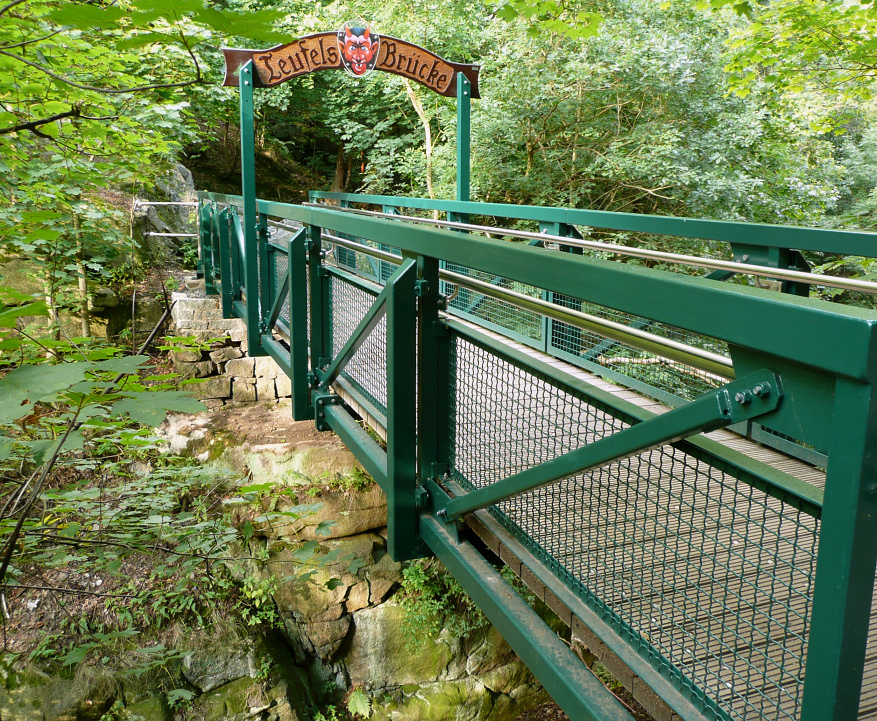
Teufelsbrücke
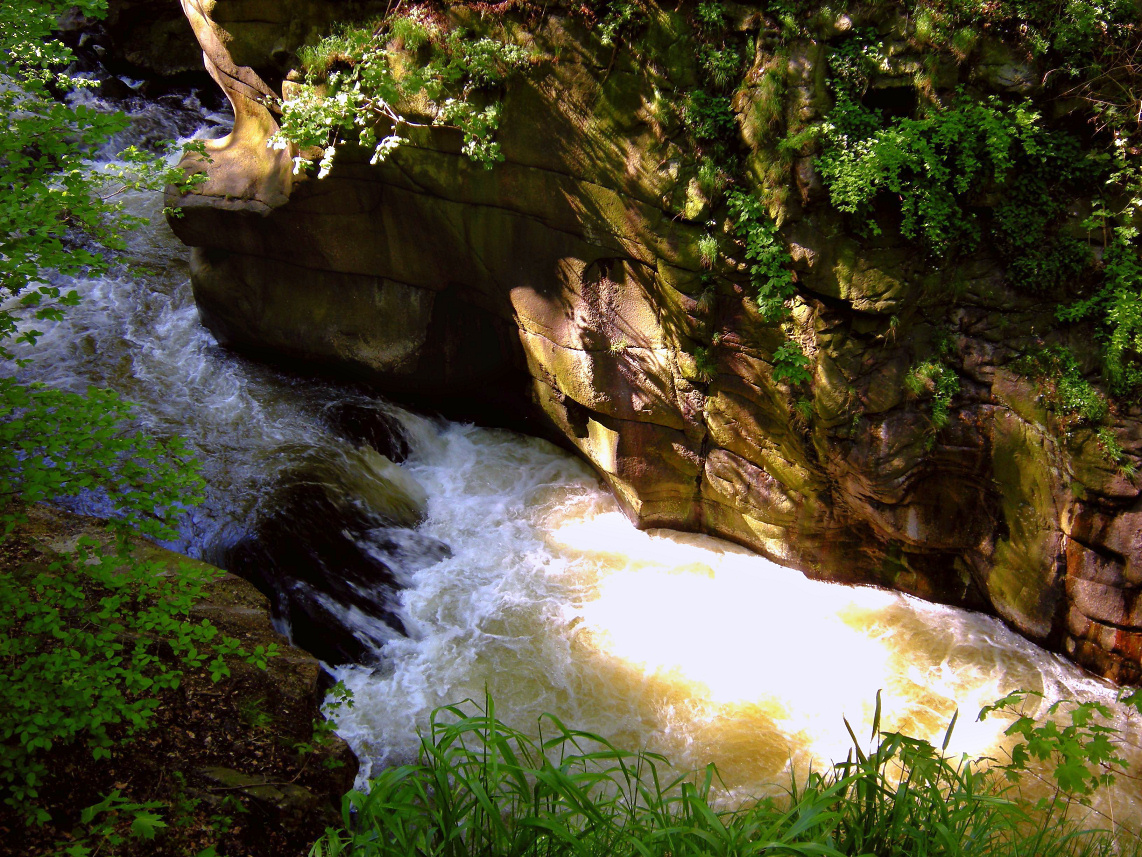
Bodekessel
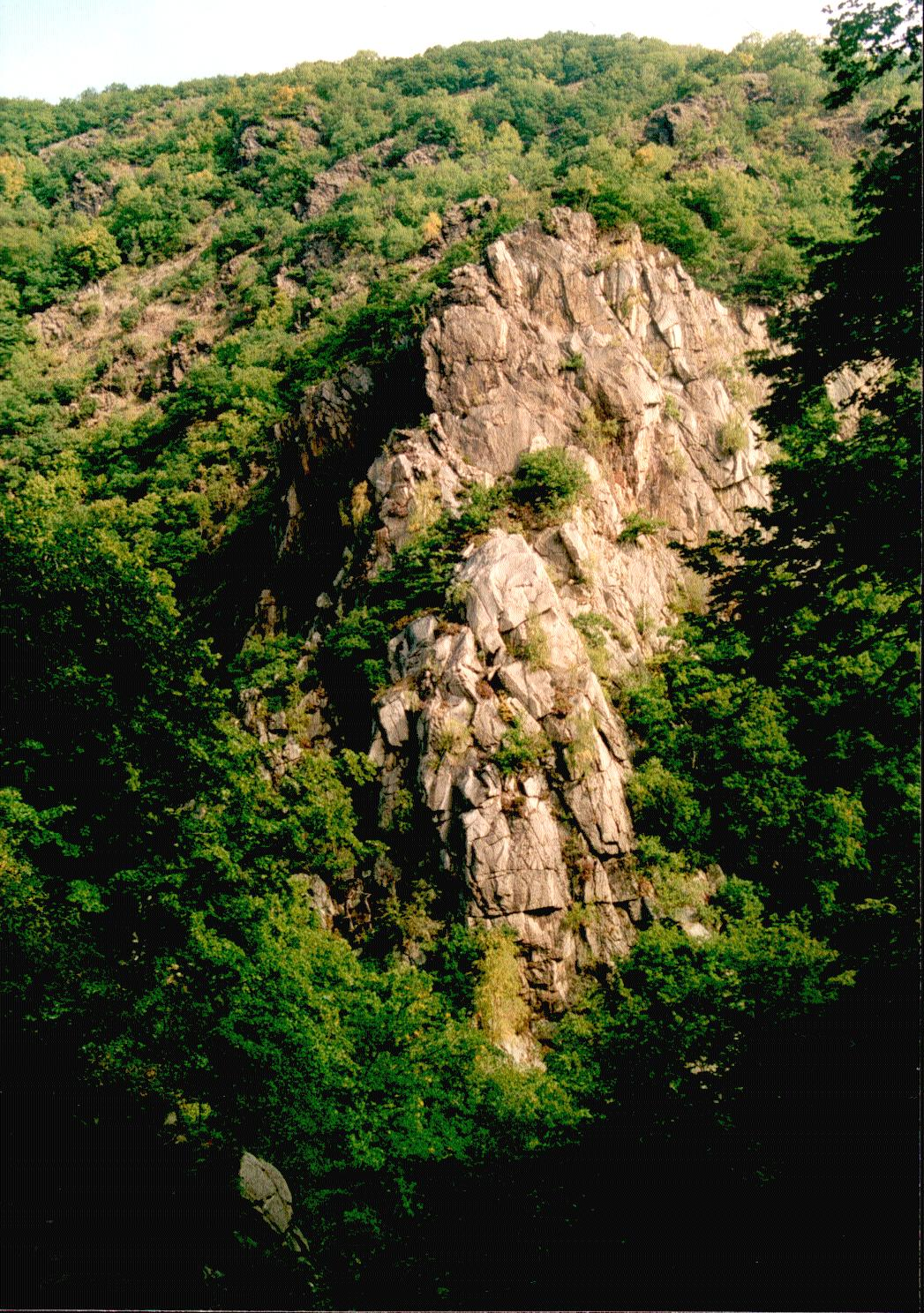
Felsen gegenüber vom Langen Hals
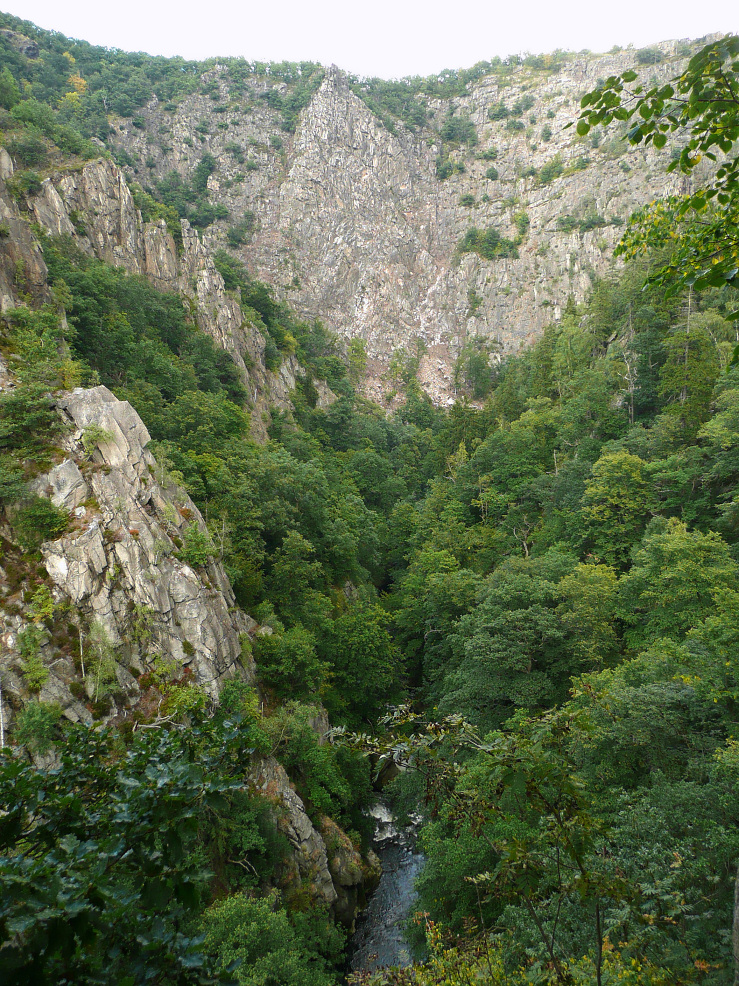
Prinzensicht, unten die Bode, oben rechts Rosstrappenmassiv
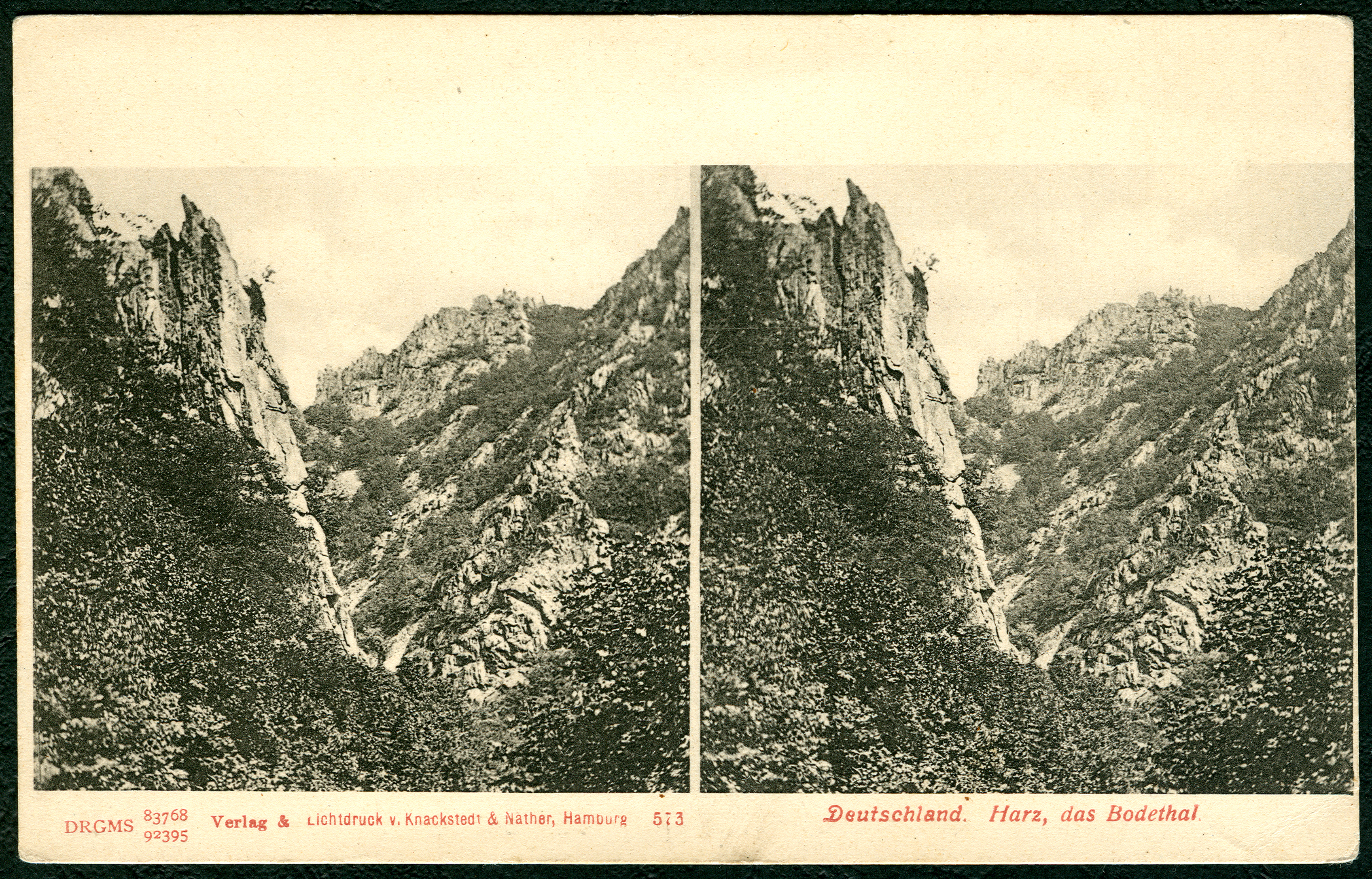
3-D-Dokumentation um 1900: Stereoskopie von Knackstedt & Näther
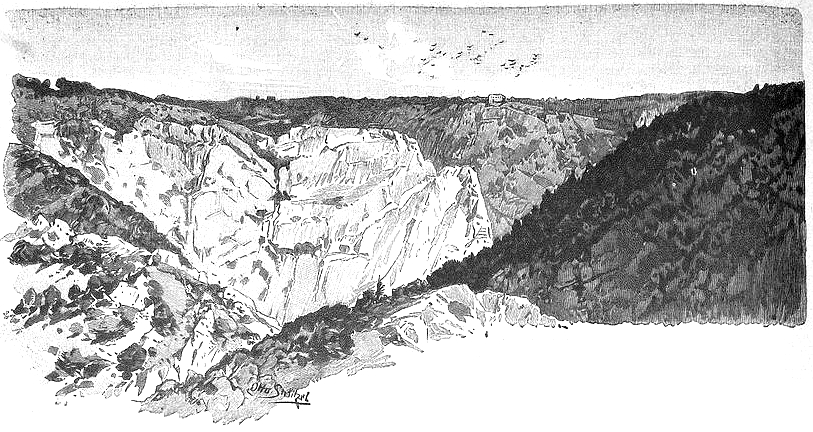
Das Bodethal, gezeichnet von Otto Strützel in 1893

### Auswahl berühmter Bodetalbesucher
- Friedrich Gottlieb Klopstock (1771)
- Johann Wolfgang von Goethe (1784)
- Alexander von Humboldt (1790)
- Friedrich von Hardenberg, als Dichter genannt Novalis (1797)
- Joseph von Eichendorff (1805)
- Heinrich Heine (1824)
- Theodor Fontane (1848 und 1868)

## Sagen
- Ludwig Bechstein: Das quellende Silber[3] (Sage die im Bodetal nahe der Roßtrappe spielt.)